# Barquisimeto
Barquisimeto este capitala statului Lara, un oraș din Venezuela, cu peste 2.350.097 locuitori, fondat în 1552.  

## Personalități născute aici
- Rafael Cadenas (n. 1930), scriitor.